# Салла (МАПП)
|  |

|  |

|  |

|  |

|  |

|  |

|  |

|  |

Са́лла — один из многосторонних автомобильных пунктов пропуска через Российско-финляндскую границу на территории Кандалакшского района Мурманской области. Входит в сферу деятельности Мурманской таможни.

## Общие сведения
Расположен в 170 км от города Кандалакша, в 400 км от Мурманска.
В 1992 году было организовано таможенное оформление на этом участке российско-финляндской границы. В 1993 году получил статус таможенного поста. Дата официального открытия нового современного комплекса МАПП — 27 сентября 2002 года, строительство нового комплекса осуществлялось по программе международного сотрудничества ТАСИС и финансировалось Европейским союзом.

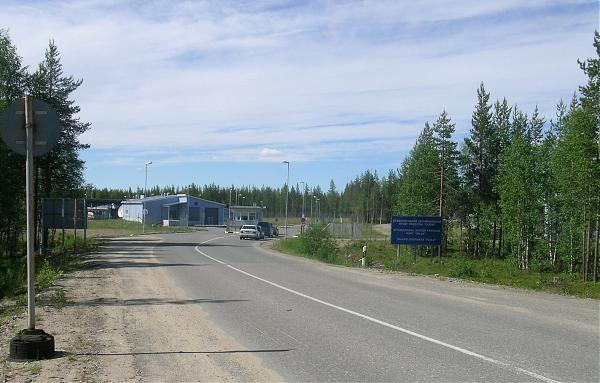
МАПП «Салла»

Проектная пропускная способность — до 200 автомобилей в сутки.
Сопредельный пункт пропуска на территории Финляндии — Келлоселькя, община Салла (фин. Salla).